# Carole Bayer Sager
Carole Bayer Sager (New York, 8 maart 1944) is een Amerikaanse zangeres, songwriter en componiste.

## Carrière
Bayer Sager studeerde toneel en piano aan de New York City High School of Music and Art. Tijdens deze periode componeerde ze samen met Toni Wine A Groovy Kind of Love, waarmee The Mindbenders in 1966 een wereldhit scoorden. Later rondde ze haar studie af aan de New York-universiteit.
Haar eerste opname als zangeres verscheen in 1977 met You’re Moving Out Today, die ze samen had geschreven met Bette Midler en die eveneens een hit werd. Ook in 1977 schreef ze voor de James Bond-film The Spy Who Loved Me de song Nobody Does It Better en Marvin Hamlish componeerde de muziek. Het nummer werd genomineerd voor een Oscar en was een groot succes voor de zangeres Carly Simon.
In 1986 werd On My Own van Sager en Bacharach, dat oorspronkelijk werd geschreven voor Dionne Warwick, met de interpretatie van Patti LaBelle en Michael McDonald een nummer 1-hit in de Verenigde Staten en Canada.

## Onderscheidingen
In 1982 kreeg Bayer Sager samen met Burt Bacharach, Peter Allen en Christopher Cross een Oscar (beste song) en een Golden Globe (beste filmsong) voor de samen geschreven titelsong voor Arthur. In 1987 werd ze samen met Bacharach onderscheiden met een Grammy Award voor That's What Friends Are For (song van het jaar), in 1999 met een verdere Golden Globe voor The Prayer (uit Quest for Camelot) en in 2007 met een Satellite Award voor de titelsong voor Grace is Gone. Ze werd zeven meerdere keren genomineerd voor de Golden Globe, vijf verdere keren voor de Oscar, twee verdere keren voor de Grammy Award, een enkele keer voor de Satellite Award en eenmaal voor de Emmy Award.

## Verdere activiteiten
Na het overlijden van Casablanca Records-manager Neil Bogart in 1982 richtte Bayer Sager samen met diens weduwe Joyce in 1984 de stichting Neil Bogart Memorial Fund op, die tegenwoordig The Bogart Pediatric Cancer Research Program heet. Ze is lid van de Board of Directors van de stichting.

## Privéleven
Carole Bayer Sager was van 1970 tot 1978 getrouwd met Andrew Sager. Van 1982 tot 1991 was ze getrouwd met Burt Bacharach, waarmee ze een zoon adopteerde. Tegenwoordig is ze getrouwd met Robert A. Daly, de voormalige voorzitter van de Warner Music Group. Ze woont in Los Angeles.

## Discografie

### Singles
- 1977:	You're Moving Out Today
- 1981:	Stronger Than Before

### Studio-albums
- 1977: Carole Bayer Sager
- 1978: …Too
- 1981:	Sometimes Late At Night

## Werken
- Peter Allen (Fly Away, Everything Old Is New Again)
- Bette Midler (Blueberry Pie, My One True Friend)
- Melissa Manchester (Midnight Blue, Come In from the Rain, Don't Cry Out Loud)
- Dolly Parton (You're the Only One, Heartbreaker, The Day I Fall in Love)
- Carly Simon (Nobody Does It Better)
- Dusty Springfield (Dream On, Home to Myself, I'd Rather Leave While I'm in Love)
- Elkie Brooks (Don't Cry Out Loud)
- Rita Coolidge (Fool That I Am, I'd Rather Leave While I'm in Love)
- Barbra Streisand (Niagara, Love Light, You and Me for Always, One More Time Around)
- Liza Minnelli (More Than I Like You, Don’t Cry Out Loud)
- Carole King (Anyone at All)
- Rod Stewart (That's What Friends Are For)
- Dionne Warwick (Extravagant Gestures, Love Power, Stronger Than Before)
- Diana Ross (It's My Turn, Come In from the Rain)
- Shirley Bassey (Better Off Alone)
- Roberta Flack (Maybe)
- Aretha Franklin (Someone Else's Eyes, Ever Changing Times)
- Randy Crawford (One Hello)
- Patti LaBelle (On My Own, Sleep with Me Tonight, Need a Little Faith)
- Anita Baker (When You Love Someone)
- Frank Sinatra (You and Me (We Wanted It All))
- Leo Sayer (When I Need You)
- Neil Diamond (Heartlight, On the Way to the Sky, Front Page Story, I'm Guilty, Turn Around)
- Christopher Cross (Arthur's Theme (Best That You Can Do))
- Kenny Rogers (They Don't Make Them Like They Used To)
- Johnny Mathis (Fly Away, When I Need You, Midnight Blue)
- Michael Jackson (It's the Falling in Love, You Are My Life, We've Had Enough)
- Céline Dion & Andrea Bocelli (The Prayer)
- The Corrs (I Never Loved You Anyway, Don't Say You Love Me)
- Diana Krall (Why Should I Care)

- Bibsys: 43954
- Bibliothèque nationale de France: cb14839342n (data)
- Gemeinsame Normdatei: 134956354
- International Standard Name Identifier: 0000 0000 7329 1989
- Library of Congress Control Number: n80113821
- MusicBrainz: 0b7c2cc8-0276-4b23-a538-746ebe4133ce
- Nationale Bibliotheek van Tsjechië: xx0075858
- Nationale Bibliotheek van Israël: 987007442613705171
- Nationale Bibliotheek van Polen: a0000002787546
- Nederlandse Thesaurus van Auteursnamen: 074896075
- SNAC: w66q5x91
- Virtual International Authority File: 79877833
- WorldCat: E39PBJd3MbT8KmyJcry6KyjDMP